# Такацуки
Такацуки е град в префектура Осака, Япония. Населението му е 349 454 жители (по приблизителна оценка от октомври 2018 г.), а общата площ 105,31 кв. км. Намира се в часова зона UTC+9 в северната част на префектурата си. Основан е на 1 януари 1943 г. Градът е спално предградие на Киото и Осака.

## Побратимени градове
- Манила (Филипини)
- Масуда (Япония)